# Sandåker
Pour l’article homonyme, voir Sandaker.
Sandåker est une localité du comté de Nordland, en Norvège.

## Géographie
Administrativement, Sandåker fait partie de la kommune de Dønna. Le village se trouve sur l'île Løkta.